# Idaea indotaria
Idaea indotaria är en fjärilsart som beskrevs av Walker 1861. Idaea indotaria ingår i släktet Idaea och familjen mätare. Inga underarter finns listade i Catalogue of Life.